# Cytora pannosa
Cytora pannosa är en snäckart som först beskrevs av Hutton 1882.  Cytora pannosa ingår i släktet Cytora och familjen Pupinidae. Inga underarter finns listade i Catalogue of Life.